# 西三镇
西三镇，是中华人民共和国云南省红河哈尼族彝族自治州弥勒市下辖的一个乡镇级行政单位。

## 行政区划
西三镇下辖以下地区：
马龙村、花口村、者衣村、凤凰村、散坡村、麟马村、大麦地村、戈西村和蚂蚁村。

## 中国传统村落
2012年，可邑村、腻黑村被评为首批“中国传统村落”。